# Nights in Rodanthe
Nights in Rodanthe (titulada en español Noches de tormenta en España y Argentina y Noche de tormenta en Perú y Venezuela), es una película dramática estadounidense de 2008. Está basada en una novela del escritor Nicholas Sparks y fue protagonizada por Diane Lane y Richard Gere y dirigida por George C. Wolfe.
Fue estrenada el 26 de septiembre de 2008 en Estados Unidos y el 24 de octubre del mismo año en España.

## Argumento
Adrienne Willis (Diane Lane) es una mujer cuya vida está sumergida en el caos, por lo que decide pasar unos días en la pequeña localidad costera de Rodanthe, en Carolina del Norte, con el motivo de hacerse cargo del hotel de su amiga Jean (Viola Davis) durante un fin de semana. Adrienne espera encontrar la tranquilidad que tanto anhela para poder reflexionar y resolver los conflictos presentes en su vida: su marido que le ha sido infiel quiere volver a casa y su hija Amanda (Mae Whitman) cuestiona absolutamente todas sus decisiones. 
Al mismo tiempo que Adrienne se instala en Rodanthe se pronostica la llegada de una gran y peligrosa tormenta. El Dr. Paul Flanner (Richard Gere) llega justo antes de que la tormenta haga su aparición, pero el doctor no se alojará en el hotel por vacaciones, sino para enfrentarse a su conciencia. Cuando la tormenta llega, Adrienne y Paul quedarán incomunicados en el hotel durante el fin de semana, un fin de semana mágico en el que encontrarán consuelo y que no sólo cambiará sus vidas, sino que les marcará para siempre.

## Reparto
- Diane Lane - Adrienne Willis
- Richard Gere - Paul Flanner
- Viola Davis - Jean
- Scott Glenn - Robert Torrelson
- Mae Whitman - Amanda Willis
- Charlie Tahan - Danny Willis
- James Franco - Mark Flanner

## Recepción crítica y comercial
Según la página de Internet Rotten Tomatoes obtuvo un 31% de comentarios positivos, llegando a la siguiente conclusión: «Demasiado sensiblera, la novela de Nicholas Sparks "Nights in Rodanthe" está llena de tópicos que ni siquiera el carisma de Richard Gere y Diane Lane consiguen salvar». Destacar el comentario del crítico cinematográfico Roger Ebert: 

"La película intenta que llores mediante una -molesta- estrategia tras otra, con un argumento que es una tormenta perfecta de clichés y artimañas. De hecho, incluso contiene una tormenta; una imperfecta."
Roger Ebert.

Según la página de Internet Metacritic obtuvo críticas negativas, con un 39%, basado en 26 comentarios de los cuales 2 son positivos. Recaudó en Estados Unidos 41 millones de dólares. Sumando las recaudaciones internacionales la cifra asciende a 84 millones. Se desconoce cuál fue el presupuesto invertido en la producción.

## Localizaciones
Nights in Rodanthe se rodó en diversas localizaciones de Estados Unidos. Destacando Southport, el pueblo de Rodanthe y Wilmington, todas ellas en el estado de Carolina del Norte.

## DVD y Blu-ray
Nights in Rodanthe salió a la venta el 10 de marzo de 2009 en España, en formato DVD y Blu-ray. El disco contiene menús interactivos, acceso directo a escenas, subtítulos y audio en múltiples idiomas y escenas alternativas. La versión en Blu-ray incluye menús interactivos, acceso directo a escenas, subtítulos y audio en múltiples idiomas, escenas adicionales comentadas por el director, perfil de Nicholas Sparks, escritor de numerosos superventas románticos, documental: George C. Wolfe, Diane Lane y Richard Gere cuenta qué les atrajo de la historia y recuerdan sus historias románticas favoritas, documental: una mirana íntima a Nights in Rodanthe y vídeo musical de Gavin Rossdale (Love Remains the Same). En Estados Unidos salió a la venta el 10 de febrero de 2009, en formato DVD. El disco contiene menús interactivos, acceso directo a escenas y con subtítulos y audio en múltiples idiomas.